# マレー郡 (ジョージア州)

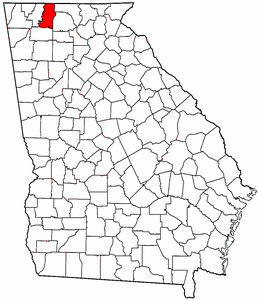

マレー郡（Murray County）は、アメリカ合衆国ジョージア州にある郡である。人口は3万9973人（2020年）。郡庁所在地はチャッツワースである。

## 地理
アメリカ合衆国統計局によると、この郡は総面積898 km2 (347 mi2) である。このうち892 km2 (344 mi2) が陸地で6 km2 (2 mi2) が水地域である。総面積の0.71%が水地域となっている。

## 人口動勢
2000年の国勢調査で、この郡は人口36,506人、13,286世帯、及び10,256家族が暮らしている。人口密度は41/km2 (106/mi2) である。16/km2 (42/mi2) の平均的な密度に14,320軒の住宅が建っている。この郡の人種的な構成は白人95.30%、アフリカン・アメリカン0.62%、先住民0.29%、アジア0.25%、太平洋諸島系0.01%、その他の人種2.64%、及び混血0.88%である。ここの人口の5.49%はヒスパニックまたはラテン系である。
この郡内の住民は28.00%が18歳未満の未成年、18歳以上24歳以下が9.50%、25歳以上44歳以下が33.00%、45歳以上64歳以下が21.50%、及び65歳以上が8.00%にわたっている。中央値年齢は33歳である。女性100人ごとに対して男性は99.90人である。18歳以上の女性100人ごとに対して男性は97.50人である。
この郡内の世帯ごとの平均的な収入は36,996米ドルであり、家族ごとの平均的な収入は42,155米ドルである。男性は29,812米ドルに対して女性は23,035米ドルの平均的な収入がある。この郡の一人当たりの収入 (per capita income) は16,230米ドルである。人口の12.70%及び家族の9.20%は貧困線以下である。全人口のうち18歳未満の15.90%及び65歳以上の19.40%は貧困線以下の生活を送っている。

## 都市及び町
- チャッツワース（郡庁所在地）
- イートン